# Японский идол

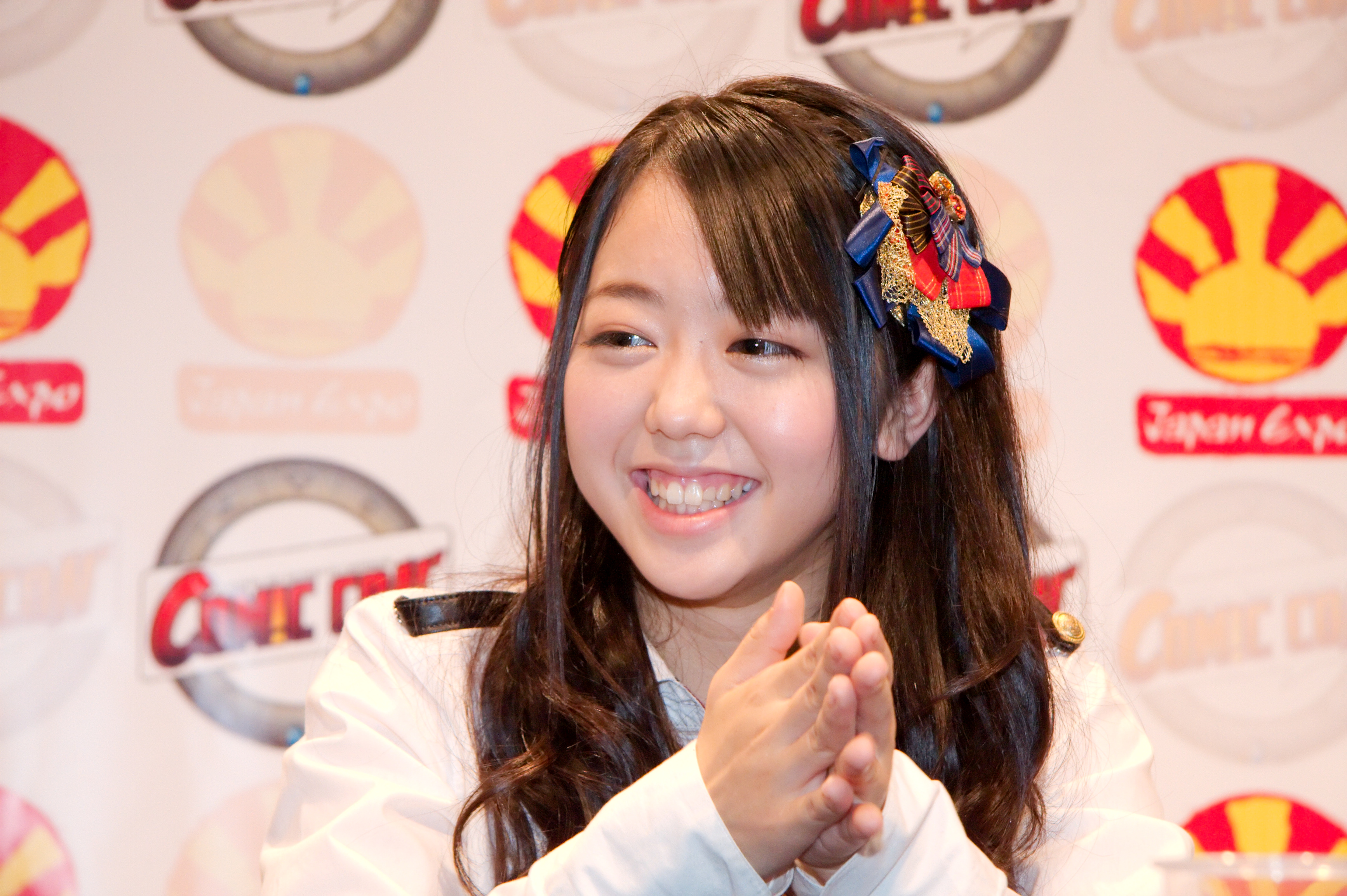
Минами Минэгиси (группа AKB48)

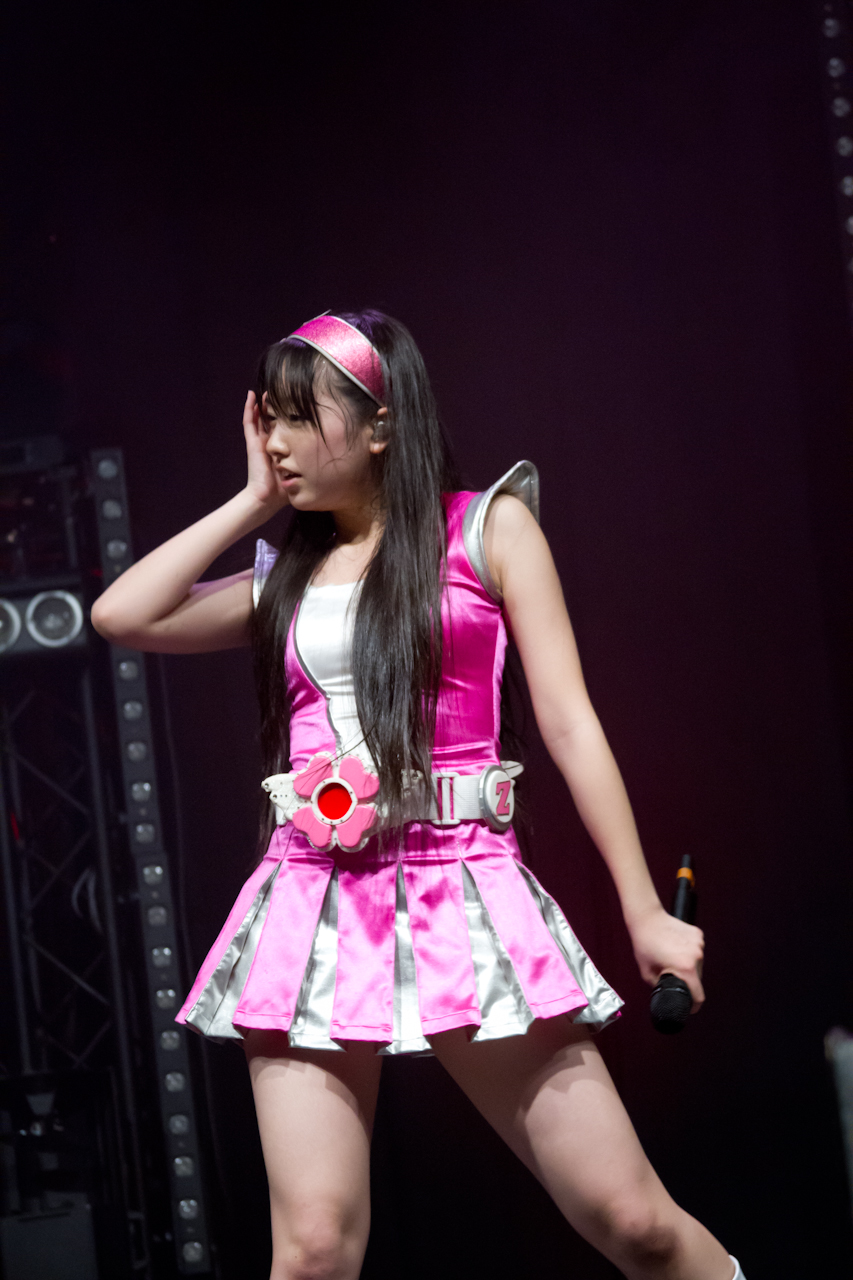
Аяка Сасаки (группа Momoiro Clover Z)

В японской поп-культуре идол или айдол (яп. アイドル айдору, от англ. idol — «кумир») — молодая, преимущественно подросткового возраста, медиа-персона (певец, актёр, фотомодель и т. п.) с привлекательным, часто по-детски чистым имиджем. Идолы являются отдельной категорией японских звёзд и позиционируются как «светлый и чистый идеал» и «недосягаемый предмет любви неистовых поклонников». Существует также мнение, что японцы воспринимают идолов как «сестрёнок или милых девочек, живущих по соседству».
Термин подразумевает невинную привлекательность, способность вызывать восхищение и влюблять в себя и коммерциализирован японскими кастинг-агентствами, проводящими конкурсные отборы юношей и девушек. Чистота и непосредственность — качества, которые вызывают обожание японской публики. Агентства набирают детей и подростков, которые мило себя ведут, и делают из них звёзд.
Певцы-идолы работают в различных жанрах японской популярной музыки, обычно в жанре, наиболее популярном на данный момент, но можно сказать, что и сами образуют своего рода жанр простеньких сентиментальных песенок, для исполнения которых хоть и не требуется большого мастерства, но надо быть милым и очаровательным. В жизни также необходимо своим песням соответствовать, иметь идеальный публичный имидж: идолы должны быть примерами для молодого поколения.
Можно также сказать, что певцы-идолы и их поклонники образуют субкультуру. Концерты идолов, особенно девушек, отличаются от концертов других музыкальных групп. Фанат идола обычно надевает майку с цветом своей любимой участницы и машет светящейся палочкой соответствующего цвета. (Часто в группе каждой участнице соответствует свой цвет, и майки и светящиеся палочки этих цветов можно купить на концертах). Для каждой песни фанаты придумывают последовательности выкриков, которые потом на концертах хором исполняют. Этот перформанс зрителей на концертах называется «вотагэй (wotagei)» (что означает буквально по-японски «искусство ота»). Считается, что это своего рода чирлидинг, потому что цель поклонников — поддержать своих идолов, ободрить их и помочь хорошо выступить.
Идол-поп-группы задуманы по образцу учебных заведений. Агентства, под контрактом которых находятся идолы, курируют их профессиональный рост и следят за их поведением. Девушка поступает в группу, где обучается профессии певицы, а когда вырастает, для неё устраивается торжественная церемония выпуска.
Идолам запрещено[кем?] встречаться с противоположным полом. Поэтому нередки «бойфренд-скандалы» — публикация в прессе разоблачительных материалов о романтических отношениях идола. Слухи обычно официально не подтверждаются, чтобы не повредить идеальному имиджу идолов, но за скандалом может последовать неожиданный уход со сцены.

## Неоднозначность термина

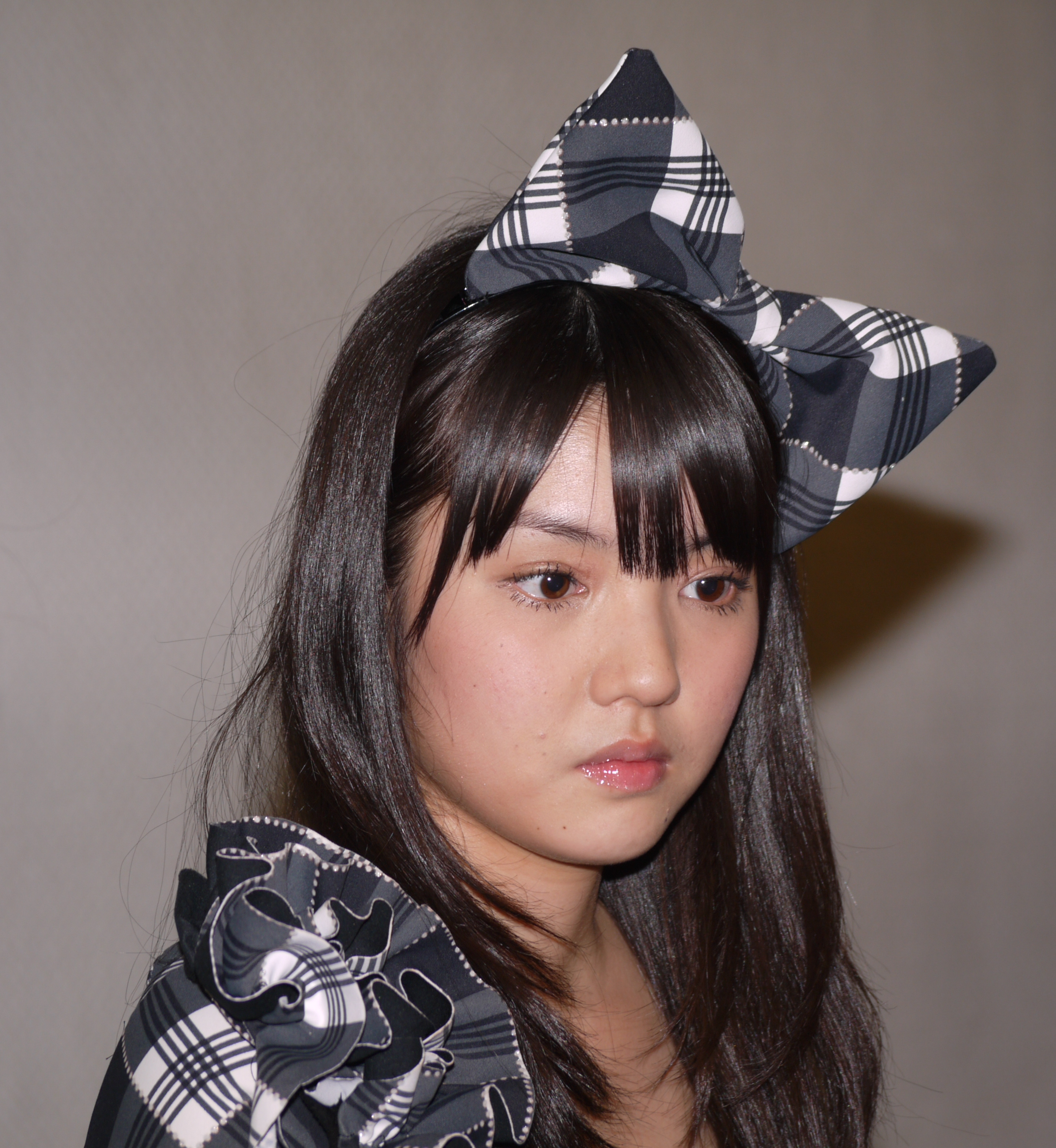
Саюми Митисигэ (группа Morning Musume)

В то время как термин «идол» обычно не применяется к девушкам старше 25—30 лет, которые ранее были идолами, но теперь состоят в браке или подписали контракты, не предусматривающие ограничений личной жизни, агентство Johnny & Associates называет идолами находящихся под контрактом с ним юношей любого возраста.
Молодых порноактрис также называют AV-идолами, хотя чаще используется термин «AV-актриса» (яп. AV女優 Э:би дзёю:, Adult Video-актриса).
С развитием Интернета возникло новое явление — нет-идолы (яп. ネットアイドル нэтто айдору). Сначала нет-идолами называли молодых женщин, которые сами позиционировали себя в качестве Интернет-идолов, создавая собственные веб-сайты, рассчитанные на мужчин. Теперь этот термин относится к, в основном, девушкам, которые прославились в Японии своими кавайными Интернет-видео и блогами, как, например, звезда YouTube Magibon, а также Beckii Cruel, которая на волне популярности своих видео на YouTube подписала контракт с мейджор-лейблом и выпустила несколько синглов.
Кроме того, следует отличать японский термин «идол» от западного, подразумевающего значительные достижения в области массовой культуры, а также от терминов «звезда» и «знаменитость», отражающих только известность и освещённость в средствах массовой информации. Кроме того, некоторые исследователи противопоставляют кавайность японских идолов сексуальности западных поп-звёзд.

## История

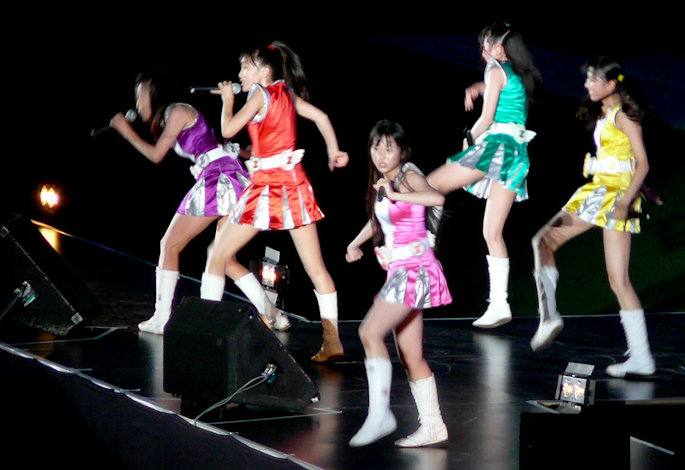
Группа Momoiro Clover Z

Феномен возник, отражая бум популярности юной французской певицы Сильви Вартан, возникший после выхода на экраны Японии в ноябре 1964 года фильма «Ищите идола» (Франция—Италия, 1963) с её участием. Термин «идол» стал применяться к девушкам, преимущественно между 14 и 16 годами, которые начинали свой путь к славе.
Своего пика идол-сцена достигла в середине 80-х годов, когда технология производства идолов стала более очевидной, что привело к некоторому разочарованию публики.
Тем не менее шоу-бизнес продолжал регулярно создавать новых идолов, и на полную мощность заработала машина уже мужского идол-агентства Johnny & Associates, формирующего бой-бэнды, рассчитанные в первую очередь на девочек-подростков, и с тех пор не сдающего своих позиций.
На рубеже веков женской идол-группе Morning Musume, продюсируемой Цунку, удалось добиться феноменальной популярности среди как мужской, так и женской аудитории всех возрастов.
В настоящее[когда?] время идол-индустрия переживает новый бум. Первые 13 мест в списке самых продаваемых синглов в Японии за 2010 год поделили гёрл-группа AKB48, продюсируемая Ясуси Акимото, занявшая 1-е и 2-е места, и бой-бэнды идол-агентства Johnny & Associates, самый популярный из которых — Arashi.
В то время как AKB48 является самой продаваемой группой в Японии, к началу 2013 года на первое место среди всех девичьих идол-групп в рейтинге интереса публики вырвалась команда Momoiro Clover Z.

## Выборочный список идол-групп

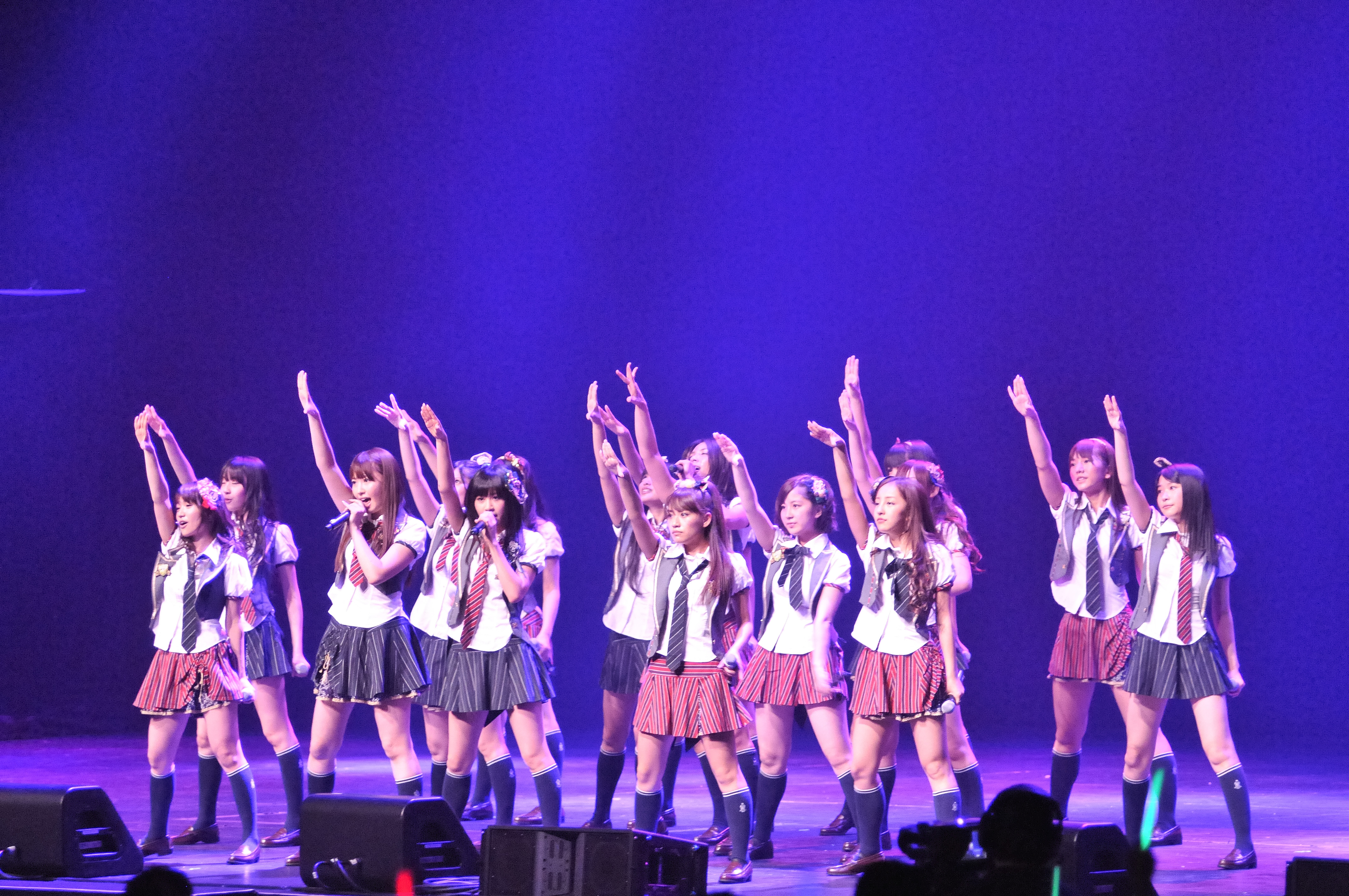
Группа AKB48

- AKB48[23]
- Fairies[24]
- 9nine[25]
- Sakura Gakuin[26]
- Hello! Project
  - Berryz Kobo[27]
  - Buono![28]
  - °C-ute[29]
  - Morning Musume[30]
  - S/mileage[31]
  - Juice=Juice[32]
- Stardust Promotion
  - Momoiro Clover Z[33]
  - Shiritsu Ebisu Chugaku[34]
  - Team Syachihoko
  - Tacoyaki Rainbow